# Борщевка (Починковский район)
Борщевка — деревня в Починковском районе Смоленской области России. Входит в состав Стодолищенского сельского поселения. Население — 34 жителя (2007 год). 
Расположена в центральной части области в 35 км к юго-востоку от Починка, в 0,8 км западнее автодороги А141 Орёл — Витебск, на берегу реки Петровка. В 3 км севернее деревни расположена железнодорожная станция Терешок на линии Смоленск — Рославль. 

## История
В годы Великой Отечественной войны деревня была оккупирована гитлеровскими войсками в июле 1941 года, освобождена в сентябре 1943 года.